# Сенчак
Сенчак (словен. Senčak) је насељено место у општини Свети Томаж, Подравска регија, Словенија.

## Историја
До територијалне реорганизације у Словенији био је у саставу старе општине Ормож.

## Становништво
У попису становништва из 2011. године, Сенчак је имао 52 становника.
| Број становника према пописима | Број становника према пописима | Број становника према пописима |
| ------------------------------ | ------------------------------ | ------------------------------ |
| 1991                           | 2002                           | 2011                           |
| 35                             | 40                             | 52                             |